# San Pedro Sula

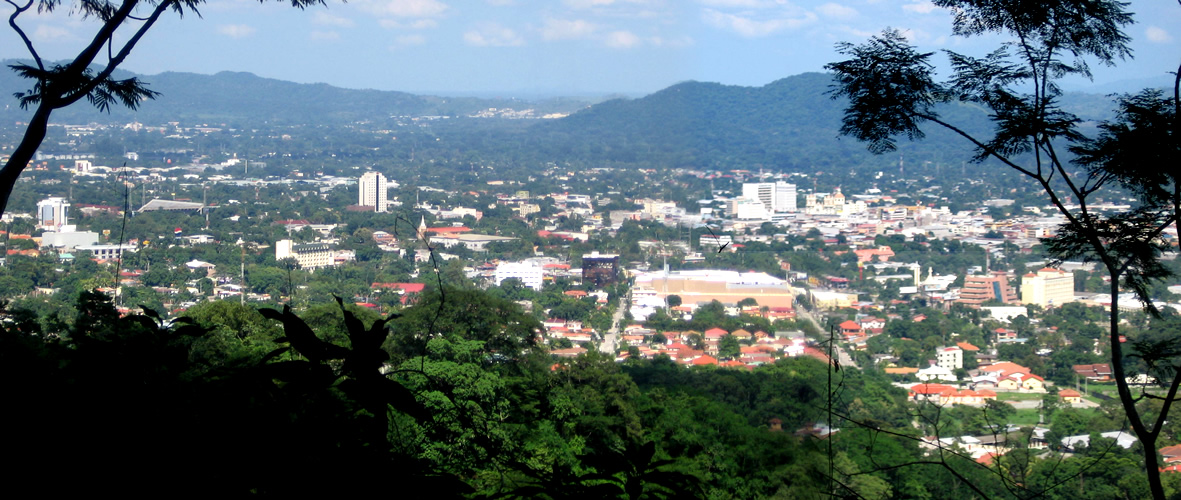
San Pedro Sula

San Pedro Sula és la segona ciutat més gran d'Hondures i la capital administrativa del departament de Cortés. Entre altres mostres de la seva importància, la ciutat és seu de les empreses industrials més importants del país, per la qual cosa també és coneguda com la capital industrial del país. Aquesta ciutat es troba flanquejada per la Sierra del Merendón, i està situada a l'extrem sud-oest de l'extensa i fèrtil Vall de Sula, una regió que genera aproximadament el 58 per cent del Producte Intern Brut (PIB) i el 60% de les exportacions del país.
San Pedro Sula va ser fundada el 27 de juny de 1536, sota el nom de San Pedro de Puerto Caballos pel conqueridor espanyol Pedro de Alvarado. Inicialment, la vila es va establir al poble indígena de Tholoma, al nord de l'actual ciutat i molt propera a Puerto Cortés. A causa d'aquesta proximitat amb aquest port, la vila de San Pedro va ser víctima d'atacs i saquejos per part de pirates europeus que desembarcaven en aquest port. Per aquesta raó, les autoritats espanyoles es van veure forçades a traslladar la vila en més d'una oportunitat. Durant més de dos segles des de la seva fundació, el creixement demogràfic de San Pedro Sula va ser bastant lent. En l'actualitat, San Pedro Sula és la ciutat amb la més alta taxa de creixement poblacional d'Hondures. El desenvolupament econòmic aconseguit arran de l'arribada de les transnacionals bananeres a principis del segle xx, i el posterior establiment de parcs industrials (ZIP) a la vall de Sula va impulsar en gran manera l'augment poblacional de San Pedro Sula.
San Pedro Sula, assentat a les terres baixes, té sovint un clima aclaparador. Aquest pot arribar a ser extremadament càlid i humit. La temporada seca, o estiu a San Pedro Sula s'estén des del desembre fins al mes d'abril. Els mesos de març i abril són els mesos més calorosos i secs de la ciutat. La temporada plujosa o hivern de San Pedro Sula s'estén des del mes de maig fins al novembre, la qual cosa ajuda a refredar una mica la temperatura. El mes d'agost és generalment el més humit.